# La Une
La Une è un'emittente televisiva pubblica belga in lingua francese di proprietà della RTBF. La Une è l'equivalente della stazione fiamminga VRT 1, dell'emittente fiamminga VRT.

## Storia

### INR (1953-1960)
La televisione sperimentale è nata in Belgio il 2 giugno 1953 con la trasmissione in diretta dell'incoronazione della regina Elisabetta II del Regno Unito.
Il 31 ottobre dallo Studio 5 di Flagey, sede dell'Institut National de la Radio Belge (INR), Andrée Rolin inaugura ufficialmente il canale. Successivamente, l'annunciatrice Janine Lambotte apre la trasmissione con la nuova televisione sperimentale appena nata e con la durata delle trasmissioni di 2 ore al giorno, per 6 giorni alla settimana. La trasmissione inizia con il notiziario della televisione francese trasmesso dal trasmettitore RTF TV-Lille (la prima stazione regionale francese), seguito poi dal programma cabaret Boum.
Nei primi tempi, l'INR trasmetteva dalle due alle tre sere a settimana, con una forte attenzione al teatro e al dramma, e usciva il venerdì e durante le vacanze. Il mercoledì e la domenica sera, il canale trasmetteva le proprie produzioni. Il resto della programmazione veniva fornito da RTF. Le prime dirette sportive iniziarono con il campionato mondiale di calcio 1954, mentre il primo telegiornale fu trasmesso in anteprima il 1º settembre 1956, prodotto interamente a Bruxelles.
Nel 1953, in Belgio c'erano solo 6.500 apparecchi televisivi. I trasmettitori dell'INR erano situati presso il Palazzo di Giustizia di Bruxelles, ed erano limitati a un raggio di 40 km. Solo nel 1954 sono stati installati dei trasmettitori nella città di Liegi e nel 1958 a Wavre, in grado di coprire quasi il 96% del territorio vallone. Nel 1956 si contavano oltre 100.000 apparecchi televisivi e nel 1960 si raggiungevano i 70.000 spettatori in tutto il Belgio. L'Esposizione Universale di Bruxelles del 1958 ha offerto all'emittente l'opportunità di rafforzare le sue nuove reti televisive e di sostituire la radio.

### RTB (1960-1976)
Nel 1960, l'Harmel Act ha sostituito l'Institut National de la Radio Belge con la Radio-Télévision Belge (RTB). La nuova struttura comprendeva un'emittente pubblica olandese (Belgische Radio en Televisie o BRT), un'emittente pubblica francese (Radio-Télévision Belge o RTB) e un'istituzione di servizi comuni. Entrambe le emittenti sono indipendenti l'una dall'altra e godono di piena autonomia culturale, di un'indipendenza organica nei confronti del governo e della garanzia della libertà di informazione. Entrambe le emittenti venivano guidate da un direttore dei programmi nominato dal Re dei Belgi.
Nel 1962 fu introdotta la televisione via cavo a Liegi e Namur, che fu poi diffusa in tutto il Paese a partire dal 1975, ponendo fine al monopolio della televisione pubblica. Vengono trasmessi numerosi programmi, come Le Jardin Extraordinaire (1965), Le Week-end sportif (1967), la trasmissione in diretta del Tour de France, i primi dibattiti politici e la notte delle elezioni, e importanti reportage all'estero. Nel 1971, RTB iniziò a trasmettere a colori con Le Jardin Extraordinaire, ed il telegiornale a partire dal 1973.

### RTBF1 (1977-1996)
Nel 1977 è stato istituito un secondo canale televisivo francofono, RTbis, e il decentramento della produzione è avvenuto con la creazione di centri di produzioni regionali a Liegi e Charleroi. Nel 1979 viene istituito un nuovo Centro di produzione anche a Bruxelles.
La RTB è diventata la Radio-Télévision Belge de la Communauté Française (RTBF) nel 1977 con il decreto del Consiglio culturale della Comunità francese. Come il suo predecessore, RTBF dispone di un'autonomia culturale, monopolio delle trasmissioni radiotelevisive, libertà di informazione e indipendenza dal governo. La RTBF è governata da un consiglio di amministrazione i cui membri sono eletti in base alle distribuzioni politiche all'interno del Consiglio Culturale che, allo stesso tempo, ne elegge il direttore esecutivo.
Nel 1983 RTL Group ha ottenuto l'autorizzazione alla creazione di un ponte radio tra il Lussemburgo e Bruxelles; ciò, ha permesso a RTBF di ottenere l'accesso alla pubblicità non commerciale. I contributi finanziari e la citazione sullo schermo di sponsor commerciali sono stati concessi in casi eccezionali nel 1987 per permettere all'emittente vallone di avere finanziamenti per l'organizzazione dell'Eurovision Song Contest. Il decreto della Comunità francese che autorizzò la diffusione di pubblicità commerciale da parte del canale commerciale francese RTL-TVI nel 1988, pose fine al monopolio di trasmissione della RTBF in Vallonia ma, nel 1989, un nuovo decreto della Comunità francese ha autorizzato la trasmissione da parte della RTBF di pubblicità commerciale per riequilibrare la situazione.

### La Une (1997-presente)
Nel 1997, il Parlamento della Comunità francofona del Belgio ha trasformato RTBF in un'azienda pubblica autonoma, rinominando i suoi canali rispettivamente in La 1 e La 2.
La 1 è diventato il primo canale televisivo belga a trasmettere 24 ore su 24, a differenza della sua controparte fiamminga, BRTN TV1 (ora nota come Eén) che, ai tempi, chiudeva le trasmissioni durante il giorno. Durante il campionato mondiale di calcio 1998, decise di trasmettere tutte le partite sui suoi due canali principali; affinché il pubblico più vasto avesse accesso alla copertura completa, in seguito ridistribuì ai trasmettitori che trasmettevano La Une e La Deux su reti via cavo e anche per via analogica terrestre, in tutta la Vallonia.
Nel gennaio 2004, il canale è stato ribattezzato come La Une, mentre nel 2011 ha cessato le trasmissioni analogiche insieme a La Deux e La Trois, terzo canale di stato fondato nel 2007.

## Diffusione
La Une è disponibile nelle regioni di Bruxelles-Capitale e Vallonia via digitale terrestre (DVB-T), via cavo (VOO e Telenet), via satellite con TéléSAT e Belgacom TV (IPTV).
Nelle Fiandre, prima del passaggio al digitale, La Une era disponibile anche in alcune città vicine al confine vallone nelle seguenti province del Brabante Fiammingo, le Fiandre Orientali, Limburgo, Anversa e delle Fiandre Occidentali tramite la rete analogica terrestre, a causa della ricaduta terrestre. La Une è stata successivamente resa disponibile anche nelle Fiandre, su TéléSAT e TV Vlaanderen via satellite, Proximus Pickx, Telenet e Voo.
La Une è disponibile anche in Lussemburgo grazie allo spillover della vicina Vallonia e ai fornitori di pay-TV Luxembourg Online e Tango.

## Loghi

1953-1960
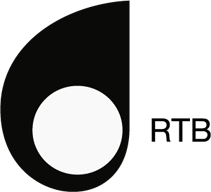
1960-1977
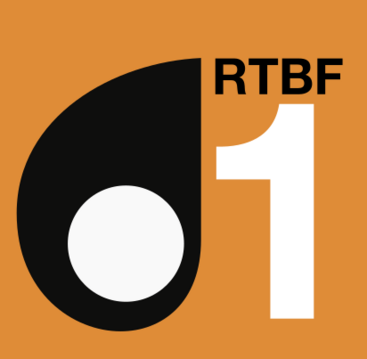
1977-1982
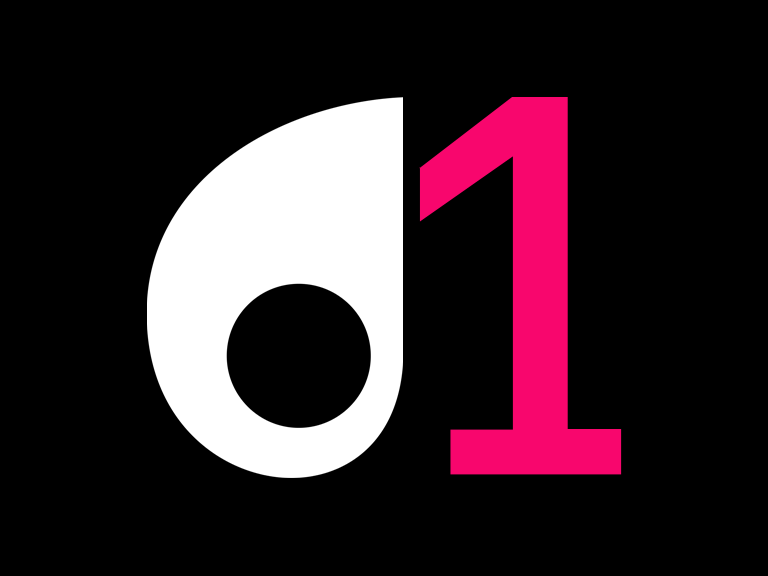
1982-1985
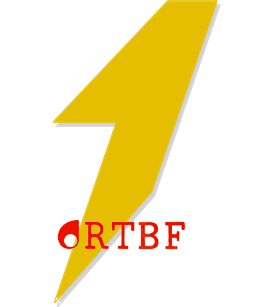
1985-1990
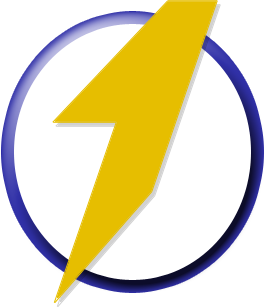
1990-1992
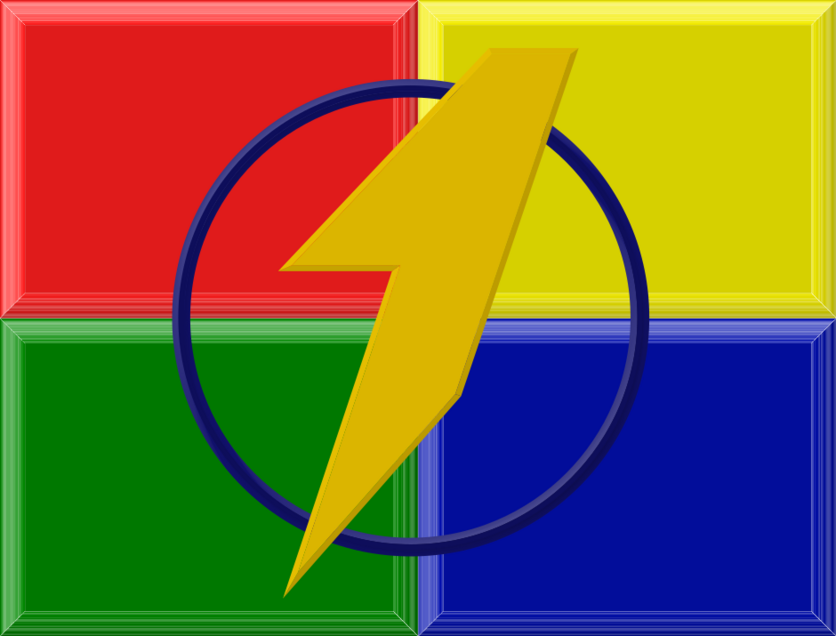
1993-1996
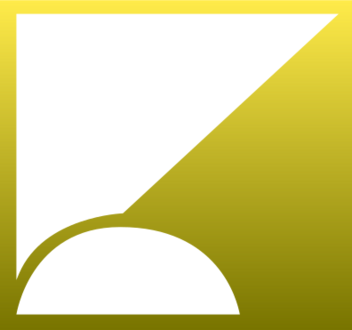
1996-1997
1997-2004
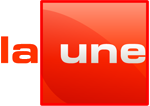
2011-2014
2004-2011, 2014-
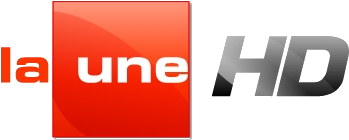
Canale HD (2011-)